# Бич (град)
Бич (фр. Bitche) је насељено место у Француској у региону Лорена, у департману Мозел.
По подацима из 2011. године у општини је живело 5326 становника, а густина насељености је износила 129,49 становника/km².

## Демографија
| 1962. | 1968. | 1975. | 1982. | 1990. | 2011. |
| ----- | ----- | ----- | ----- | ----- | ----- |
| 4.277 | 5.004 | 5.055 | 5.648 | 5.517 | 5.326 |